# Denticollis multiimpressus
Denticollis multiimpressus là một loài bọ cánh cứng trong họ Elateridae. Loài này được Pic mô tả khoa học năm 1930.